# Бодров, Геннадий Борисович
Генна́дий Бори́сович Бодро́в (17 мая 1957 — 14 февраля 1999) — российский фотограф.

## Биография
Геннадий Бодров родился в 1957 году в городе Сольцы Новгородской области.
В 1967 году, разбирая снаряд, сохранившийся со времен войны, повредил себе руки. В школе, в начале 1970-х годов увлекся фотографией. Тогда же начал снимать первыми камерами: «Киев» и «Зенит».
Учился в Заочном народном университете искусств в 1973—1976 гг. В 1974 году, сразу после окончания школы, начал сотрудничать с газетами. Работал руководителем фотокружка, ассистентом кинооператора, фотокорреспондентом в газете. По сути являлся свободным фотографом.
С конца 1970-х посылает свои работы на выставки. Принимает участие в большом количестве фотовыставок и конкурсов в СССР и за границей. Геннадий Бодров был более известен именно как фотохудожник, избравший своим направлением социальную фотографию.
В последние годы жизни тесно сотрудничал с газетой «Хорошие Новости». Работал частным фотографом.
14 февраля 1999 года был убит с целью ограбления. Злоумышленники выманили фотографа за город, якобы для съемки обряда венчания. По их словам, они не собирались убивать Бодрова, однако словесная перепалка вывела преступников из себя, и они избили и задушили Геннадия. В течение недели трое подозреваемых были задержаны по горячим следам. По решению Курского областного суда убийцы фотографа Александр Паньков и Дмитрий Чешко получили 20 и 22 года колонии строгого режима соответственно, а их соучастник Михаил Володько — 1,5 года условно.
В 2012 году школа фотографии Александра Лапина организовала конкурс памяти Геннадия Бодрова.

## Персональные выставки
- 1985 — Елец, Липецк
- 1990 — Скерневице, Польша
- 1993 — Мельбурн, Австралия
- 1994 — Виттен, Германия (выставка двух авторов)
- 1999 — Государственная дума РФ, Москва
- 2009 — Винзавод, персональная выставка в проекте Школа Лапина, Москва

## Групповые выставки
- 1994 — «Искусство современной фотографии. Россия. Украина. Беларусь», ЦДХ, Москва
- 2017 — «Red Horizon — Contemporary Аrt and Photography in the USSR and Russia, 1960—2010». The Columbus Museum of Аrt, USA

## Фотографии Геннадия Бодрова опубликованы в книгах
- 1990 — «Фототворчество России», Изд. Планета Москва
- 1991 — «Changing Reality. Recent Sowiet Photography», Starwood pub., США
- 2012 — Evgeny Berezner, Irina Chmyreva, Natalia Tarasova and Wendy Watriss. «Contemporary Russian Photography», FotoFest 2012 Biennial Houston.
- 2013 — «Changing Focus — A Collection of Russian and Eastern European Contemporary Photography». Лондон
- 2017 — «Red Horizon — Contemporary Аrt and Photography in the USSR and Russia, 1960—2010». The Columbus Museum of Аrt. USA